# Dypsis coursii
Espèce
Statut de conservation UICN

 LC  : Préoccupation mineure
Dypsis coursii est une espèce de palmiers (Arecaceae), endémique de Madagascar. En 2012, elle est considérée par l'IUCN comme une espèce moins concernée. Alors qu'en 1995 elle était considérée comme une espèce vulnérable.

## Répartition et habitat
Cette espèce est endémique au nord de Madagascar où elle semble être confinée aux montagnes de Makira et de Marojejy. On la trouve entre 900 et 1 800 m d'altitude. Elle vit dans la forêt de montagne et dans les zones buissonneuses où la couverture de nuage est plus ou moins permanente. Les individus isolés sont rares et présents uniquement sur les hautes pentes escarpées et les crêtes des montagnes.